# Clubiona glatiosa
Clubiona glatiosa là một loài nhện trong họ Clubionidae.
Loài này thuộc chi Clubiona. Clubiona glatiosa được Kendo Saito miêu tả năm 1934.